# Team Gerolsteiner/1998
Deze pagina geeft een overzicht van de Duitse wielerploeg Team Gerolsteiner in 1998.
| Naam                         | Geboortedatum | Nationaliteit | Ploeg 1997               |
| ---------------------------- | ------------- | ------------- | ------------------------ |
| Frank Ackermans              | 13-04-1968    | Nederland     | ?                        |
| Jan Bratkowski (vanaf 01-04) | 25-07-1975    | Duitsland     | Team E-plus Service      |
| Björn Glasner                | 05-05-1973    | Duitsland     | Die Continentale-Olympia |
| Ralf Grabsch                 | 07-04-1973    | Duitsland     | PSV Köln                 |
| Sascha Henrix                | 22-03-1973    | Duitsland     | PSV Köln                 |
| Andreas Kappes               | 23-12-1965    | Duitsland     | PSV Köln                 |
| Frank Klein                  | 05-10-1968    | Duitsland     | Team E-plus Service      |
| Raymond Meijs                | 13-03-1968    | Nederland     | Foreldorado-Golff        |
| Wolfgang Oschwald            | 09-04-1968    | Duitsland     | EC Bayer-Worringen       |
| Stefan Parinussa             | 21-07-1974    | Duitsland     | PSV Köln                 |
| Jorg Scherf                  | 05-01-1976    | Duitsland     | PSV Köln                 |
| Michael Schlickau            | 07-01-1969    | Duitsland     | PSV Köln                 |
| Dirk Schumann                | 24-05-1976    | Duitsland     | Die Continentale-Olympia |
| Michael van der Wolf         | 09-12-1970    | Nederland     | Foreldorado-Golff        |
| Marc Weisshaupt              | 07-07-1969    | Duitsland     | ?                        |

1998 · 1999 · 2000 · 2001 · 2002 · 2003 · 2004 · 2005 · 2006 · 2007 · 2008